# Rolf Rämgård
Rolf Rämgård (Älvdalen, 30 marzo 1934) è un ex fondista svedese.

## Palmarès

### Olimpiadi invernali
- Argento a Squaw Valley 1960 nei 30 km.
- Bronzo a Squaw Valley 1960 nei 50 km.